# Catalunya Música
Catalunya Música est une station de radio publique espagnole appartenant à la Corporació Catalana de Mitjans Audiovisuals, entreprise de radio-télévision dépendant du gouvernement autonome de la Généralité de Catalogne. 
Comme son nom l'indique, elle est consacrée aux différents styles de musique (classique, baroque, opéras, musique contemporaine ou jazz). De nombreux concerts et festivals de Catalogne sont enregistrés et diffusés, ou repris en direct sur son antenne.

Ancien logo de Catalunya Música.

## Présentation
Catalunya Música, née le 10 mai 1987, émet dans toute la Catalogne en modulation de fréquence (FM), sur la TDT (télévision numérique terrestre espagnole) ainsi que sur internet. 
Dès le 18 février 2008, elle a également une « petite sœur » baptisée CatClàssica, émettant exclusivement sur internet et spécialisée dans la musique classique. Elle disparaît courant 2019. 
Catalunya Música est membre de plein droit de l'Union européenne de radio-télévision (UER) depuis le 5 mars 2009. Cette admission au sein de l'UER lui permet de puiser dans une banque de programmes étendue, et de reprendre à l'antenne des concerts de musique classique, de musique symphonique et de musique de chambre de premier ordre.
Au mois de mai 2009, Catalunya Música modernise entièrement son site web, afin de le rendre plus interactif.

### Sources
- (ca) Cet article est partiellement ou en totalité issu de l’article de Wikipédia en catalan intitulé « Catalunya Música » (voir la liste des auteurs).